# 24: Live Another Day
24: Live Another Day (hay còn được gọi là Phần 9 hoặc Ngày thứ 9) là một sự kiện truyền hình ngắn của loạt phim 24 được công chiếu vào ngày 5 tháng 5 cho đến ngày 14 tháng 7 năm 2014 trên kênh Fox. Kênh Sky 1 công chiếu vào ngày 6 tháng 5 tại Vương quốc Anh và Ireland nhưng được chuyển sang chiếu các tập còn lại vào tối thứ Tư. Nó được chiếu tại Australia trên kênh Network Ten vào ngày 12 tháng 5 năm 2014 và tại Việt Nam trên kênh AXN Asia. Diễn ra 4 năm sau các sự kiện trong phần 8, phim vẫn giữ nguyên phương pháp tường thuật thời gian thực bao gồm các sự kiện trong 24 giờ bắt đầu và kết thúc vào lúc 11:00 sáng. Tuy nhiên, có 12 tiếng bị bỏ qua trong tập cuối cùng.

## Tổng quan
Live Another Day diễn ra 4 năm sau các sự kiện trong phần 8. James Heller bây giờ lên làm Tổng thống, người đang đàm phán một hiệp ước ở Luân Đôn, nơi mà một tin tặc đang tuyên truyền tập thể về quyền tự do thông tin nhờ sự giúp đỡ của Chloe O'Brian. Jack Bauer, người đã theo dõi các hoạt động về nhóm của Chloe khi sống lưu vong, tái xuất trở lại khi anh nghe tin về một nỗ lực ám sát Heller sắp xảy ra.
Có hai giai đoạn chính xảy ra trong Live Another Day:
1. Margot Al-Harazi giành quyền kiểm soát sáu máy bay không người lái và sử dụng chúng để tấn công Luân Đôn.
2. Cheng Zhi tìm cách trả đũa Trung Quốc với vũ khí bị đánh cắp của Mỹ đẩy hai nước đến bên bờ vực chiến tranh.

### Cốt truyện chính
- Jack Bauer không chấp nhận nhóm Chloe O'Brian đã tham gia.
- Margot Al-Harazi bắt đầu nghi ngờ lòng trung thành của con gái mình.
- James Heller cố gắng giải quyết một cuộc khủng hoảng trong bối cảnh bệnh Alzheimer ngày càng trầm trọng.
- Mark Boudreau khiến mình bị đe dọa vì đã giả mạo chữ ký của Heller.
- Kate Morgan đã tin rằng chồng cô phạm tội phản quốc vì bán bí mật quốc gia.
- Jack và Audrey đoàn tụ sau gần một thập kỷ không gặp nhau.
- Kế hoạch của Mỹ cho hiệp ước đã bị cô lập khi họ mất quyền kiểm soát vũ khí của chính mình.
- Cheng Zhi hợp tác với những người Nga đang truy tìm Jack.

### Tóm lược
Trong khi những người biểu tình chống máy bay không người lái tập trung bên ngoài Đại sứ quán Mỹ, nơi James Heller đang ở, các nhân viên tại một tiền đồn của CIA ở Luân Đôn tìm và bắt Jack Bauer. Do chồng mình đang bị kết án, Kate Morgan bị buộc phải trao lại phù hiệu của cô. Tuy nhiên, cô được phụ chức khi nhận ra rằng Jack xâm nhập vào CIA để giải cứu Chloe O'Brian. Kate không thể kịp thời ngăn cản và Jack giải thoát Chloe khỏi bị tra khảo với sự giúp đỡ của Belcheck. Vẫn còn nghi ngờ Chloe, Jack theo dõi cô ấy đến Open Cell, một tổ chức chuyên rò rỉ các tài liệu của chính phủ. Anh giải thích rằng mình đang theo dấu vết của Derek Yates, một cựu thành viên của Open Cell, người đã tham gia vào một vụ ám sát James Heller, sau đó được tiết lộ có liên quan đến máy bay không người lái do hắn lập trình để bắn vào quân đội Anh và Mỹ. Phi công Chris Tanner bị bắt sai trái về tội giết người.
Jack và Chloe biết rằng thiết bị của Yates đã bị Margot Al-Harazi lấy đi, một tên khủng bố có tiếng đang cố gắng trả thù cho cái chết của chồng mình. Khi những nỗ lực vây bắt đứa con gái Simone của bà ta bị thất bại, Jack đột nhập vào Đại sứ quán Mỹ để phân tích chìa khóa bay của Tanner và chứng minh rằng mối đe dọa sắp xảy ra. Jack nhốt mình vào một căn phòng với ba con tin và cố gắng tải dữ liệu đến chỉ huy của Open Cell, Adrian Cross. Thủy quân lục chiến xông vào trước khi việc tải lên hoàn tất, nhưng thay vào đó Kate Morgan có thể giam giữ anh tại CIA. Tại nơi làm việc của Tổng thống, Chánh văn phòng Mark Boudreau bày tỏ lo ngại rằng Bauer là một kẻ khủng bố và dự thảo một thỏa thuận về việc dẫn độ anh sang Nga. Nghi ngờ bệnh mất trí nhớ làm lung lay phán đoán của Heller, ông giả chữ ký của Tổng thống và thề sẽ bảo vệ vợ mình, Audrey từ bất kỳ đau đớn nào liên quan đến Bauer. Jack cuối cùng được chứng minh mình đã đúng khi Margot Al-Harazi phát sóng một đoạn video kêu gọi Heller đầu hàng hoặc phải đối mặt với các cuộc tấn công tại Luân Đôn từ sáu cái máy bay không người lái.
Khi người yêu của con gái Margot là Navid cố gắng phá hoại các cuộc tấn công, Margot giết Navid. Để lại đứa con trai Ian của mình điều khiển các máy bay, bà gửi Simone đến bịt miệng gia đình của Navid. Khi một tên lửa giết chết vài đặc vụ CIA, Heller cho phép Bauer đi hoạt động ngầm với một tên buôn bán vũ khí làm việc cho Al-Harazi. Từ hồ sơ giao dịch, họ có thể lần ra được Simone và thấy cô ấy bị tai nạn giao thông trong lúc truy đuổi cháu của Navid. Khi Margot hay tin Simone đang bị tra khảo, bà gửi một cái máy bay đến phá hủy bệnh viện. Jack và Kate tẩu thoát cùng với Simone và thuyết phục cô ấy tiết lộ thông tin về nơi ở hiện tại của Margot. Các cuộc tấn công tiếp theo phát hiện ra thông tin đầy đủ để cung cấp cho Chloe quyền truy cập vào camera của máy bay không người lái. Trong khi đó, nhà phân tích của CIA Jordan Reed phát hiện ra bằng chứng cho thấy chồng của Kate là Adam Morgan có thể vô tội. Trưởng trạm Steve Navarro sắp xếp việc giết Reed để che đậy sự liên quan của mình trong việc bán tin tình báo sang Trung Quốc và đổ tội cho Morgan. Vụ ám sát không đi theo đúng kế hoạch và dẫn đến cái chết của cả Đặc vụ Reed và tên sát thủ.
Với thời hạn của Margot đang gần kề, Heller quyết định đầu hàng và đặt dấu chấm hết cho những tổn thất dân sự. Jack đem người bạn của mình đến sân vận động Wembley, nơi máy bay của Margot đang chờ, nhưng thuyết phục ông quay trở lại khi Chloe nghĩ ra một kế hoạch xâm nhập và chèn hình ảnh lặp vào thiết bị. Nghĩ rằng Heller vẫn còn bên trong, Margot và Ian phóng tên lửa vào sân vận động và sau đó nhấn chìm năm trong số sáu máy bay. Khi biết Heller còn sống, Margot và Ian cố gắng tấn công ga Waterloo với cái máy bay cuối cùng. Jack và một đội CIA đến nơi trước khi cuộc tấn công xảy ra và giết chết hai mẹ con họ. Jack đem thiết bị của Yates trở về CIA để phân tích. Khi đến nơi, anh biết rằng xác của Jordan đã được tìm thấy và nhận dạng cái xác thứ hai là một sát thủ làm việc cho Navarro. Trước khi Jack có thể bắt hắn, Navarro tẩu thoát cùng với thiết bị và đưa chúng cho Adrian Cross. Adrian giải thích cho Chloe biết rằng một số giao dịch ngầm với Trung Quốc là cần thiết để tài trợ cho các hoạt động của họ và đưa cô ấy đến nơi ở khác của Open Cell. Họ nhận thấy rằng tất cả các đồng nghiệp của mình đã bị sát hại bởi Cheng Zhi, người muốn lập trình lại thiết bị ghi đè để bắt đầu một cuộc chiến tranh giữa Hoa Kỳ và Trung Quốc. Cheng giết Adrian, bắt Chloe phải phóng bằng được ngư lôi để làm chìm một chiếc tàu sân bay của Trung Quốc.
Đặc vụ của Nga Anatol Stolnavich liên lạc với Mark Boudreau về điều khoản dẫn độ. Khi Boudreau cố gắng hủy thỏa thuận đó, Stolnavich đe dọa sẽ tiết lộ về việc chữ ký đã bị giả mạo. Boudreau hợp tác và cung cấp cho ông ta quyền truy cập đến một tần số được Bauer sử dụng. Kết quả là Jack bị người Nga tấn công trên đường đi lấy thiết bị ghi đè và Cheng có thời gian trốn thoát. Sau khi khám phá ra rằng tần số được mã hóa của mình đã được trao cho những người Nga từ bên trong nhà Trắng, Bauer đối chất với Boudreau và nói rằng Nga sẽ được hưởng lợi nếu Hoa Kỳ và Trung Quốc đi đến chiến tranh. Boudreau ngay lập tức bị bắt giữ bởi Tổng thống, người sau đó trì hoãn lại, cho phép Boudreau hỗ trợ Jack tấn công vào khu phức hợp ngoại giao của người Nga. Anh ta đánh lạc hướng Stolnavich đủ lâu để Jack và Kate đột nhập vào những Stolnavich đã chết trong lúc hai bên giao tranh. Audrey gặp một người liên lạc của mình, con gái của một quan chức Trung Quốc cao cấp, hy vọng sẽ thuyết phục được cô rằng các cuộc tấn công của Hải quân được gây ra bởi Cheng chứ không phải là Chính phủ Mỹ. Mặc dù Cheng không thể ngăn chặn Chloe trốn thoát, hắn sử dụng một tay bắn tỉa và giết chết mật vụ bảo vệ Audrey. Hắn cũng liên lạc với Bauer và nói rằng Audrey sẽ chết trừ phi hắn được ra khỏi nước Anh an toàn.
Từ tập tin ở chỗ của Stolnavich, Jack phát hiện ra cách Cheng lên kế hoạch để tẩu thoát và cử Kate đi giải cứu Audrey mà không thu hút sự chú ý. Chloe tái liên lạc với Jack và thiết lập vệ tinh giám sát của tàu vận tải hàng hóa của Cheng. Trong khi Jack và Belcheck đột kích tàu, Kate tiêu diệt tên bắn tỉa và nói với họ rằng Audrey đã an toàn. Tuy nhiên, có một tay súng thứ hai trong khu vực bắn vài phát đạn khiến Audrey chết trong vòng tay của Kate. Do sự ra đi của cô ấy, Jack giết hết tất cả các vệ sĩ của Cheng và truyền bằng chứng về nơi ở của Cheng cho Tổng thống Heller và Chủ tịch Trung Quốc Wei. Bauer giết chết Cheng ngay lập tức sau khi bằng chứng đã được xác thực. Sau đó, Heller được báo tin rằng con gái của ông đã chết còn Jack và Belcheck phát hiện Chloe bị mất tích lần nữa. Jack nhận được một cú điện thoại từ những người Nga yêu cầu anh tự nộp mình cho họ
Mười hai tiếng sau, Kate từ chức khỏi CIA và Mark đang chờ xét xử vì tội phản quốc trong nỗ lực cứu Audrey. Heller thương tiếc đứa con gái của mình cũng như những kỷ niệm của ông dần dần biến mất, còn Jack đầu hàng trước các đặc vụ Nga để đổi lấy sự tự do cho Chloe.

## Các nhân vật

### Diễn viên
- Kiefer Sutherland trong vai Jack Bauer
- Yvonne Strahovski trong vai Kate Morgan
- Mary Lynn Rajskub trong vai Chloe O'Brian
- William Devane trong vai Tổng thống James Heller
- Tate Donovan trong vai Mark Boudreau
- Kim Raver trong vai Audrey Boudreau
- Gbenga Akinnagbe trong vai Erik Ritter
- Giles Matthey trong vai Jordan Reed
- Michael Wincott trong vai Adrian Cross
- Benjamin Bratt trong vai Steve Navarro

### Khách mời
- Ross McCall trong vai Ron Clark
- Branko Tomović trong vai Belcheck
- Michelle Fairley trong vai Margot Al-Harazi
- Stephen Fry trong vai Thủ tướng Anh Alastair Davies
- Emily Berrington trong vai Simone Al-Harazi
- Mandeep Dhillon trong vai Chell
- Liam Garrigan trong vai Ian Al-Harazi
- James Allenby-Kirk trong vai Stosh
- Colin Salmon trong vai Tướng Coburn
- Charles Furness trong vai Pete
- Miranda Raison trong vai Caroline Fowlds
- Adam Sinclair trong vai Gavin Leonard
- Stanley Townsend trong vai Anatol Stolnavich
- John Boyega trong vai Thiếu úy Chris Tanner
- Sacha Dhawan trong vai Naveed Shabazz
- Alex Lanipekun trong vai James Harman
- Tzi Ma trong vai Cheng Zhi
- Joseph Millson trong vai Derek Yates
- Duncan Pow trong vai Đại úy Greg Denovo
- Philip Winchester trong vai Đại tá Shaw
- Tamer Hassan trong vai Aron Bashir/Basher
- Alec Newman trong vai Kevin Cordero
- David Avery trong vai Donny
- James Puddephatt trong vai Ken
- David Yip trong vai Chủ tịch Trung Quốc Wei

## Sản xuất
Trong tháng 5 năm 2013, Deadline.com đưa tin rằng Fox đang cân nhắc về việc hồi sinh loạt phim 24 dựa trên ý tưởng của Howard Gordon, sau khi những nỗ lực trong việc sản xuất phiên bản phim điện ảnh thất bại cũng như loạt phim Touch của Kiefer Sutherland bị hủy bỏ. David Fury xác nhận trên Twitter rằng mình cũng sẽ tham gia, đồng thời sản xuất cùng với loạt phim Tyrant của Gordon. Trong tuần tiếp theo, 24: Live Another Day được Fox công bố, một phần phim đặc biệt có 12 tập và sự trở lại của nhân vật Jack Bauer. Tổng giám đốc điều hành của Fox là Kevin Reilly nói rằng loạt phim về cơ bản sẽ đại diện cho 12 tiếng "quan trọng nhất" trong một phần điển hình của 24, với sự nhảy vọt thời gian khi cần thiết. Việc sản xuất phim được cho là có "một phạm vi lớn với tài năng và ngân sách hàng đầu."
Trong buổi trả lời phỏng vấn báo chí, Gordon nói rằng:
Jack Bauer luôn luôn là một nhân vật ly kỳ, thú vị, và tôi phải thú nhận rằng tôi nhớ nhân vật đó. Tôi nghĩ khán giả cũng vậy. Nhân vật đã được phát triển qua nhiều năm, và sự kiện phim mới và thú vị này là hoàn hảo để kể về chương tiếp theo của nhân vật này và tiếp tục phản ánh thế giới đang thay đổi như thế nào. Các fan có thể yên tâm rằng Jack mà họ biết và yêu quý sẽ trở lại.

Kiefer Sutherland, người đã được xác nhận là sẽ điều hành sản xuất và đóng trong bộ phim mới, nói thêm rằng:
Phản ứng đối với 24 không giống như bất cứ điều gì mà tôi từng trải qua như một diễn viên trước đây. Khi có cơ hội được trở lại vai diễn Jack Bauer, nó giống như tìm lại được người bạn thất lạc vậy. Ý tưởng câu chuyện từ Howard Gordon thật thú vị và mới mẻ, và sẽ không làm thất vọng. Công lớn là nhờ vào 20th Century Fox Television, Imagine Television và kênh truyền hình FOX cho tôi có cơ hội này. Hẹn sớm gặp lại.

Trong tháng 6 năm 2013, Jon Cassar được thông báo rằng đã ký kết để điều hành sản xuất và đạo diễn 6 trong 12 tập của Live Another Day. Sáu tập còn lại được trao cho cựu đạo diễn và nhà sản xuất Milan Cheylov và hai đạo diễn mới, Adam Kane và Omar Madha. Các nhà sản xuất và viết kịch bản Robert Cochran, Manny Coto và Evan Katz cùng với nhà soạn nhạc Sean Callery cũng đã được công bố là sẽ trở lại loạt phim.
Quá trình viết kịch bản được bắt đầu vào ngày 1 tháng 7 năm 2013, với tập đầu tiên được dự kiến mang tên "6:30-7:30". Vào ngày 11 tháng 7 năm 2013, nhà sản xuất Brian Grazer công bố trong một cuộc phỏng vấn rằng: "Live Another Day sẽ là một miniseries do Fox thực hiện, và chúng tôi hoàn toàn vui mừng vì điều đó". Tháng 10 năm 2013, bộ phim được xác nhận là sẽ có bối cảnh và quay tại Luân Đôn, Anh Quốc. Việc tiền sản xuất và vị trí quay bởi đoàn làm phim, bao gồm Jon Cassar được bắt đầu vào tháng 11 năm 2013. Văn phòng sản xuất cho Live Another Day được đặt tại tòa nhà Gillette ở phía Tây Luân Đôn, trước đây được dùng cho bộ phim Red 2. Việc sản xuất được bắt đầu vào ngày 6 tháng 1 năm 2014.

### Trailer
Một đoạn video quảng cáo được quay vào ngày 22 tháng 1 năm 2014, với việc quay phim được bắt đầu vào ngày 26 tháng 1. Đoạn teaser đầu tiên cho phim được phát sóng trên Sky1 vào ngày 21 tháng 1 năm 2014, nhưng không chiếu bất kỳ cảnh quay nào mới. Đoạn trailer đầu tiên bên Mỹ mang tên "Street Chaos với bốn đoạn teaser khoảng 10 giây được chiếu trong trận Super Bowl XLVIII vào ngày 2 tháng 2 năm 2014 nhưng cũng không có bất kỳ cảnh quay nào mới. Ngoài ra, hình ảnh quảng cáo đã được gửi đến Entertainment Weekly vào ngàu 20 tháng 2 năm 2014.
Vào tháng 3, một đoạn quảng cáo với các cảnh quay trong phim được phát hành, cho thấy Tổng thống Hoa Kỳ đặt chân đến Luân Đôn; Bauer bị phát hiện bởi camera của CIA và anh nói với Chloe rằng "Tôi không còn đường quay lại" cho mình nữa. Một đoạn preview dài 20 phút của Live Another Day được phát hành bởi Fox vào ngày 7 tháng 4 và phát sóng vào ngày 3 tháng 5.

### Tuyển diễn viên
Kiefer Sutherland ngay lập tức được mời trở lại vai Jack Bauer vào ngày 13 tháng 5 năm 2013. Mary Lynn Rajskub được công bố sẽ trở lại vai Chloe O'Brian vào tháng 8 năm 2013. Tới tháng 10 năm 2013, Kim Raver và William Devane đều được xác nhận là sẽ trở lại vai Audrey Raines và James Heller của họ.
Các diễn viên mới xuất hiện trong phần này gồm có Michael Wincott trong vai Adrian Cross, Gbenga Akinnagbe và Giles Matthey trong vai hai đặc vụ CIA Erik Ritter và Jordan Reed.
Vào ngày 19 tháng 12 năm 2013, diễn viên ba lần giành giải Primetime Emmy Judy Davis được cho là sẽ thủ vai phản diện Margot Al-Harazi, tuy nhiên, cô bỏ vai vào phút chót vì "chuyện riêng gia đình". Vai diễn này sau đó được giao lại cho Michelle Fairley. Vào ngày 13 tháng 1 năm 2014, Yvonne Strahovski được xác nhận là sẽ vào vai Đặc vụ CIA Kate Morgan. Benjamin Bratt được chọn vào vai sếp của cô ấy, Steve Navarro.
Vào ngày 21 tháng 1 năm 2014, Tate Donovan được chọn vào vai Tham mưu trưởng của Heller và chồng của Audrey Raines, Mark Boudreau. Vào ngày 24 tháng 1, Stephen Fry được chọn vào vai Thủ tướng Anh Trevor Davies, sau đó đổi tên lại thành Alastair Davies. Vào ngày 26 tháng 1, Ross McCall được hé lộ bởi Jon Cassar là sẽ tham gia vào Live Another Day trong vai Ron Clark, trợ lý của Mark Boudreau. Ngày hôm sau, John Boyega được xác nhận là sẽ thủ vai phi công Chris Tanner, còn Colin Salmon sẽ vào vai Tướng quân Mỹ Coburn.

### 24: Solitary
Solitary là một phần câu chuyện mở rộng trong bộ Blu-ray Live Another Day được phát hành vào ngày 30 tháng 9 năm 2014. Nó diễn ra khoảng ba năm sau các sự kiện trong Live Another Day và có sự trở lại của Carlos Bernard trong vai Tony Almeida. Trong Solitary, Tony đề nghị được chuyển ra khỏi khu biệt giam, trong cuộc thẩm vấn với một luật sư của Sở Tư pháp và người cai quản nhà tù. Tony giải thích rằng anh có thể cung cấp thông tin cho chính phủ về các tội phạm khác, như băng đảng México và al-Qaeda. Khi yêu cầu bị từ chối và một bảo vệ đang mở còng, anh tấn công vị luật sư, đẩy cô xuống đất. Trong lúc tấn công, Tony có thể lấy kính của cô ta mà không bị ai để ý. Sau đó, vị luật sư gọi cho một người nào đó để xác nhận rằng Tony đã có kế hoạch. Trở về phòng giam, Tony đeo kính vào và kế hoạch vượt ngục được hé lộ.